# Sapéla
Sapéla est une localité située dans le département de Bassi de la province du Zondoma dans la région Nord au Burkina Faso.

## Économie
Sapéla est un village à vocation pastorale.

## Santé et éducation
Le centre de soins le plus proche de Sapéla est le centre de santé et de promotion sociale (CSPS) de Bassi tandis que le centre médical se trouve à Gourcy.